# Dick van den Toorn
Richard Michael (Dick) van den Toorn (Haarlem, 13 mei 1960) is een Nederlandse acteur. 

## Carrière
Van den Toorn speelde in 1978 in Pastorale 1943, maar werd vooral bekend als Otto Drissen in de series van Wim T. Schippers De Lachende Scheerkwast en Op zoek naar Yolanda. Daarnaast speelde hij in 1987 in het televisiespel Sans rancune de rol van Henk Boshuizen. Tussen 1989 en 1994 speelde hij in We Zijn Weer Thuis de rol van Thijs van der Hoed en in 1992-1993 in Zeg 'ns Aaa de rol van Rogier.
In 1995 had hij de hoofdrol van Gert Verderrie in de VPRO-serie Jakkes! en was hij voor het eerst te zien als Fats in de komedieserie Loenatik; deze rol, die zijn doorbraak betekende, speelde hij ook in de film Loenatik de Moevie. Verder speelde hij rollen in de comedyseries M'n dochter en ik en Auberge De Vlaamsche pot. Deze laatste was een remake van In de Vlaamsche pot. Ook had hij een gastrol in Baantjer (aflevering 'De Cock en de moord met 43 messen'). 
Sinds 2001 neemt Van den Toorn de rol van Wellespiet op zich. Deze Piet is te zien tijdens de intocht en dagelijks in die periode bij het Sinterklaasjournaal.
In 2007 won hij De Gouden Krekel voor de meest indrukwekkende prestatie, voor zijn rol als Knoop in Lang en Gelukkig van het RO Theater, geschreven door Don Duyns en geregisseerd door Pieter Kramer. In 2008 vertolkte hij op de Parade Anton Heijboer in de voorstelling Groeten uit Den Ilp. In 2010 speelde Van den Toorn wederom Knoop, ditmaal in de film Lang en Gelukkig. In 2011 speelde hij Adolf Hitler in de musical De Producers. Producent Mark Vijn maakte echter al snel bekend dat de voorstelling wegens tegenvallende kaartverkoop per direct moest stoppen.
In 2014 was Van den Toorn in Welkom bij de Romeinen te zien als Hannibal Barkas.
Hij speelde koning in De Gelaarsde Poes. In 2020 keert Van den Toorn als Boudewijn Büch zeventien jaar na zijn dood terug naar zijn voormalige middelbare school: het Bonaventuracollege in Leiden in de voorstelling De Wonderbaarlijke Wereld van Boudewijn Büch over onze afhankelijkheid van verhalen.
In 2022 speelde Van den Toorn Jan Nagel in de dramaserie Het jaar van Fortuyn en vanaf december  van dat jaar speelde hij bij Theater Oostpool verschillende rollen in Wolfgang, het wonderjong, waaronder de muze van Antonio Salieri. In november 2023 vertolkte hij de rol van Alfred in de bioscoopfilm Happy Single.
In februari 2024 vertolkte hij de rol van Sjef van Oekel in de Videoland-serie PATTY.

## Privé
Hij is de zoon van actrice Kitty Janssen, de vader van illustrator Jip van den Toorn en de broer van kunstenaar Joost van den Toorn.